# Ныш-2
Ныш-2 — село в Ногликском городском округе Сахалинской области России.

## География
Село находится на расстоянии 42 км к юго-западу от посёлка городского типа Ноглики, административного центра округа.

## История
Постановлением Администрации Сахалинской области от 17.06.2004 № 84-па станция Ныш преобразована в село Ныш-2.

## Население
| 2002 | 2010 | 2021 |
| ---- | ---- | ---- |
| 0    | ↗5   | ↘0   |

## Транспорт
В селе расположена станция Ныш Сахалинского региона Дальневосточной железной дороги.